# Эвкалипт Кэли
Эвкалипт Кэли (лат. Eucalyptus caleyi) — вечнозелёное дерево, вид рода Эвкалипт (Eucalyptus) семейства Миртовые (Myrtaceae).

## Распространение и экология
В природе ареал охватывает восток Австралии — штаты Новый Южный Уэльс и Квинсленд. В горы поднимается до 900 м на уровнем моря.
Растёт на тяжелоглинистой почве относительно медленно, порослевые экземпляры за 3 года достигли высоты в 2 м, отдельные экземпляры — 3,7 м. Несколько быстрее растёт на аллювиальных почвах с глинистой подпочвой.
При кратковременном понижении температуры до −5 °C не повреждается. Однолетние растения при температуре воздуха −9,5 °C отмёрзли до корневой шейки. Во взрослом состоянии, по-видимому, способен выдерживать без существенных повреждений кратковременные температуры до −11… −10 °C.

## Ботаническое описание
Дерево высотой до 25 м и диаметром ствола 1,2.
Кора твердая, изрезанная глубокими бороздками, тёмно-коричневая или почти чёрная от выделения кино.
Молодые листья супротивные, в количестве нескольких пар, округлые или яйцевидно-ланцетные, длиной 5—7 см и такой же ширины, интенсивно сизые. Взрослые — очерёдные, черешковые, широко ланцетные, длиной 10—13 см, шириной 2,5—5,5 см, сизые.
Зонтики 3—7-цветковые, пазушные и в верхушечных метёлках; ножки зонтиков почти цилиндрические, длиной 12—15 мм; бутоны на цветоножках, яйцевидные или булавовидные, заострённые, длиной 12 мм, диаметром 6 мм, с конической крышечкой, которая несколько короче и уже по диаметру, чем трубка цветоложа.
Плоды на ножках, грушевидные, усечённые, на вершине нередко перетянутые, длиной 10 мм, диаметром 9 мм, гладкие, блестящие, с мелким, плоским или слегка скошенным диском и глубоко вдавленными створками.
На родине цветёт в апреле — июле; на Черноморском побережье Кавказа — в ноябре — январе.

## Значение и применение
Древесина тёмно-красная, твёрдая, прочная; используется мало.
Медонос.

## Классификация

### Представители
В рамках вида выделяют несколько подвидов:
- Eucalyptus caleyi subsp. caleyi
- Eucalyptus caleyi subsp. ovendenii L.A.S.Johnson & K.D.Hill

### Таксономия
Вид Эвкалипт Кэли входит в род Эвкалипт (Eucalyptus) подсемейства Миртовые (Myrtoideae) семейства Миртовые (Myrtaceae) порядка Миртоцветные (Myrtales).
|  |                                      |  |                                                             |                                                             |                    |  | ещё 13 семейств (согласно Системе APG II) | ещё 13 семейств (согласно Системе APG II)    |                                              |  |  |  | ещё 130 родов       | ещё 130 родов     |  |  |
|  |                                      |  |                                                             |                                                             |                    |  | ещё 13 семейств (согласно Системе APG II) | ещё 13 семейств (согласно Системе APG II)    |                                              |  |  |  | ещё 130 родов       | ещё 130 родов     |  |  |
|  |                                      |  |                                                             | порядок Миртоцветные                                        |                    |  |                                           |                                              | подсемейство Миртовые                        |  |  |  |                     | вид Эвкалипт Кэли |  |  |
|  |                                      |  |                                                             | порядок Миртоцветные                                        |                    |  |                                           |                                              | подсемейство Миртовые                        |  |  |  |                     | вид Эвкалипт Кэли |  |  |
|  | отдел Цветковые, или Покрытосеменные |  |                                                             |                                                             | семейство Миртовые |  |                                           |                                              | род Эвкалипт                                 |  |  |  |                     |                   |  |  |
|  | отдел Цветковые, или Покрытосеменные |  |                                                             |                                                             |                    |  |                                           |                                              |                                              |  |  |  |                     |                   |  |  |
|  |                                      |  | ещё 44 порядка цветковых растений (согласно Системе APG II) | ещё 44 порядка цветковых растений (согласно Системе APG II) |                    |  |                                           | ещё 1 подсемейство (согласно Системе APG II) | ещё 1 подсемейство (согласно Системе APG II) |  |  |  | ещё более 700 видов |                   |  |  |
|  |                                      |  |                                                             | ещё 44 порядка цветковых растений (согласно Системе APG II) |                    |  |                                           |                                              | ещё 1 подсемейство (согласно Системе APG II) |  |  |  |                     |                   |  |  |